# Batalla de Dumlupinar
La batalla de Dumlupınar fue la última de las que se dieron durante la Guerra greco-turca de 1919-1922. El combate se produjo entre el 26 y el 30 de agosto de 1922, cerca de Afyon, en Turquía.

## Situación previa
Tras la victoria pírrica de los nacionalistas turcos de Mustafá Kemal en la Batalla de Sakarya, los griegos decidieron poner fin a la ofensiva sobre Ankara y se retiraron hacia Eskisehir y Afyonkarahisar para construir una nueva línea defensiva. Kemal aprovechó este respiro para contactar diplomáticamente con las potencias vencedoras en la Primera Guerra Mundial, quienes habían dado inicialmente su visto bueno a la invasión griega de Anatolia tras el fin de la contienda, e intentó acercar posiciones con ellas. Gran Bretaña siguió apoyando a los griegos como había hecho hasta entonces, pero Italia y Francia comenzaron a decantarse cada vez más del lado de los turcos.
Además de la pérdida creciente del respaldo internacional, los griegos tuvieron que hacer frente a nuevos problemas cuando el rey Constantino I relevó del mando al general Anastasios Papoulas y lo sustituyó por Georgios Hatzanestis, considerado como loco por sus propios hombres. Esto redujo aún más la debilitada moral de las tropas de ocupación griegas, que comenzaban a creer que la guerra no acabaría nunca. En el aspecto militar, los soldados griegos estaban mejor equipados que los turcos y estaban mejor comunicados. Sin embargo, los turcos disponían de más artillería pesada y su cuerpo de caballería comandada por el general Fahrettin era superior.
Kemal decidió atacar las líneas griegas en agosto de 1922. Para ello, reforzó el I Ejército Turco de Nureddin Bajá, que en ese momento se encontraba desplegado frente al flanco sur del ejército griego en Afyonkarahisar. Esta maniobra fue realmente arriesgada, ya que solo fortaleció el contingente turco lo suficiente como para lanzar un único ataque; en caso de fracasar a la primera intentona, no estaría en condiciones de rechazar un contraataque griego. Además, los griegos se encontraban en un terreno de fácil defensa debido al complicado relive de la región, plagado de colinas.
Esta defensa corría a cargo del I Cuerpo del ejército griego bajo el mando del general Trikoupis que tenía sus cuarteles generales en Afyon; al norte de éstos se situaba el II Cuerpo del general Dighenis. Los suministros llegaban a través de la línea de ferrocarril que conectaba Afyon con Dumlupinar, una pequeña ciudad fortificada situada en un valle a unos 48 kilómetros hacia el oeste de Afyon, protegida por las montañas Murat Dagi y Ahir Dagi. Desde Dumlupinar las vías se prolongaban a su vez hasta la gran base griega en Esmirna, donde se situaban los cuarteles generales de Hatzanestis. Demasiado lejos, en realidad, como para dirigir correctamente las operaciones.

## La batalla
Los turcos atacaron inicialmente el flanco sur griego durante la mañana del 26 de agosto de 1922. Desde el pico del monte Kocatepe, que domina la región, y bajo la dirección de Kemal, Fevzi Pasha, Inönü y Nureddin, la artillería turca destruyó los puestos de observación griegos. En ese momento cargó la infantería kemalista, que a pesar de la fuerte oposición logró imponerse progresivamente. Al día siguiente, el 4.º Cuerpo Turco bajo la dirección del coronel Sami tomó el pico Erkmentepe, de 1500 m de altura, mientras que Fahrettin lanzó una carga de caballería sobre las líneas griegas. 
La ofensiva resultó desastrosa para los helenos, que debieron de retroceder. El general Frangou se retiró al oeste de Dumlupinar con algunas divisiones mientras que Trikoupis y Dighenis lo hicieron hacia la propia ciudad. La mayor parte de las fuerzas de estos dos últimos, no obstante, huyeron de forma desordenada hacia Esmirna. El 30 de agosto Fevzi y Kemal desplegaron sus dos columnas en una maniobra envolvente hasta cercar el área en torno a Dumlupinar, y el 3 de septiembre Tricoupis y Dighenis quedaron atrapados en este cerco cuando trataban de escapar de Dumlupinar hacia el norte, a través de las faldas del monte Murat Dagi y el valle de Banaz.

## Consecuencias
Con el ejército deshecho y gravemente mermado, los griegos no pudieron impedir que los turcos alcanzasen Esmirna el 9 de septiembre, 6 días después de la victoria en Dumlupinar. La ciudad fue tomada en medio de combates callejeros con las tropas griegas supervivientes y los civiles armados de origen heleno y armenio. El 13 de septiembre se desató el Gran Incendio de Esmirna, que duró 4 días y destruyó gran parte de la ciudad sobre todo los barrios armenios y griegos. Su autoría es tema de discusión entre turcos (afirman que fue parte política de tierra quemada de los griegos como el Incendio de Manisa o la Masacre de Yalova), armenios y griegos (afirman que fue parte del genocidio armenio y griego) aún en el día de hoy.
Las últimas tropas griegas abandonaron Anatolia de forma definitiva el 16 de septiembre evacuando la ciudad de Çeşme y el 11 de octubre de 1922 los nacionalistas turcos acordaron un armisticio en Mudanya (Provincia de Bursa) con los representantes de los gobiernos de Italia, Francia y Gran Bretaña. El gobierno griego fue forzado a suscribirlo el 14 de octubre. El 24 de julio de 1923 llegó la paz definitiva con la firma del Tratado de Lausana, en el que Grecia renunciaba formalmente a sus reclamaciones sobre Anatolia y se comprometía a retirarse de Tracia oriental y las islas de Imbros y Tenedos, situadas al noreste del Mar Egeo. También se acordó entonces un intercambio de población entre ambos gobiernos, que desembocó en la deportación de miles de cristianos ortodoxos turcos a Grecia y de otros tantos musulmanes griegos a Turquía, con el fin de evitar tensiones internas y que pudieran ser usados como Quinta columna en una nueva guerra entre los dos países.
En la actualidad existe en Afyon un monumento a los caídos en la batalla. El 30 de agosto se conmemora como "Día de la Victoria" (Zafer Bayramı) y es festivo en todo el país.

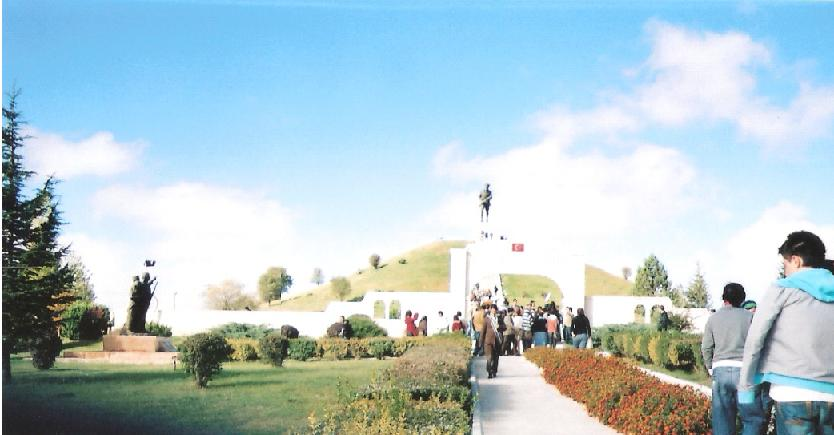
Cementerio Dumlupinar
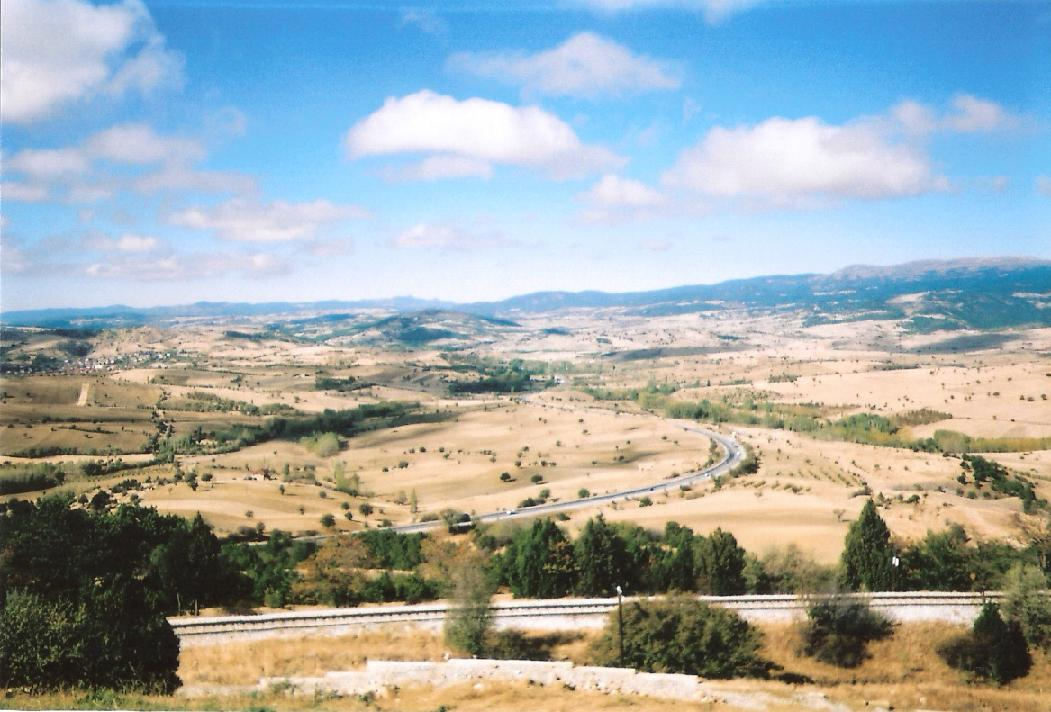
Cementerio Dumlupinar
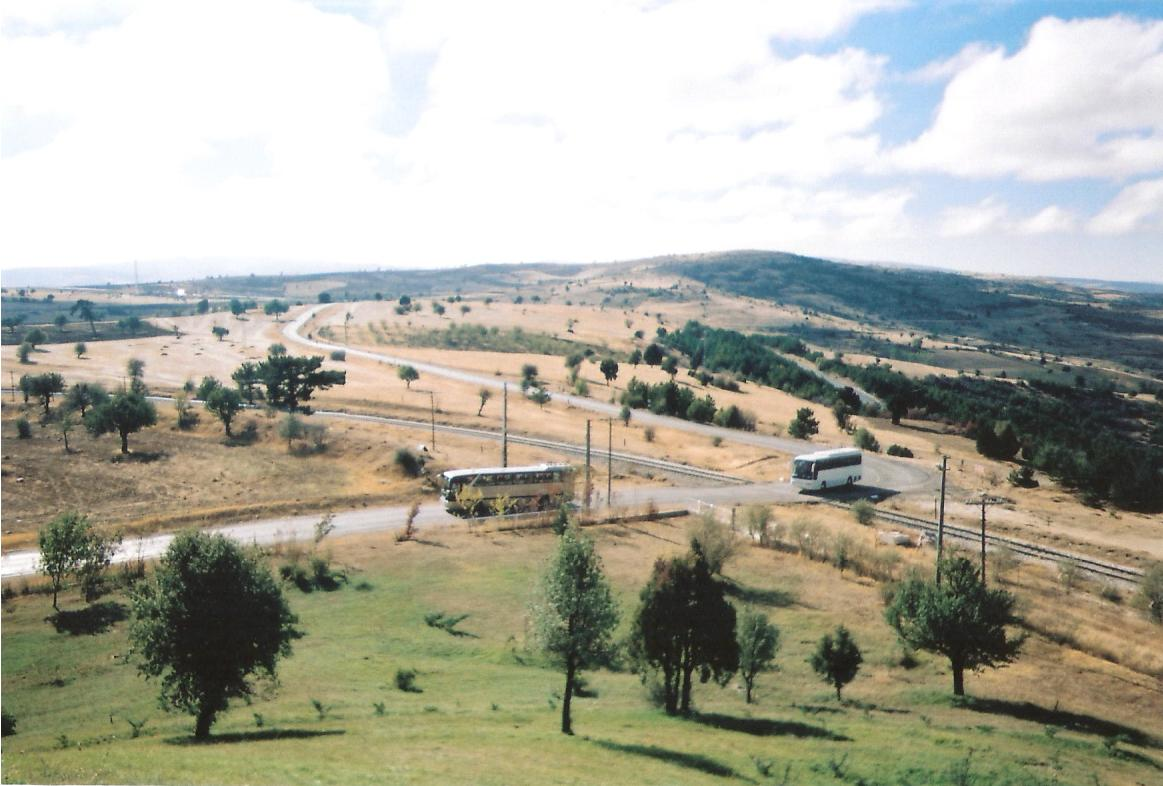
Cementerio Dumlupinar
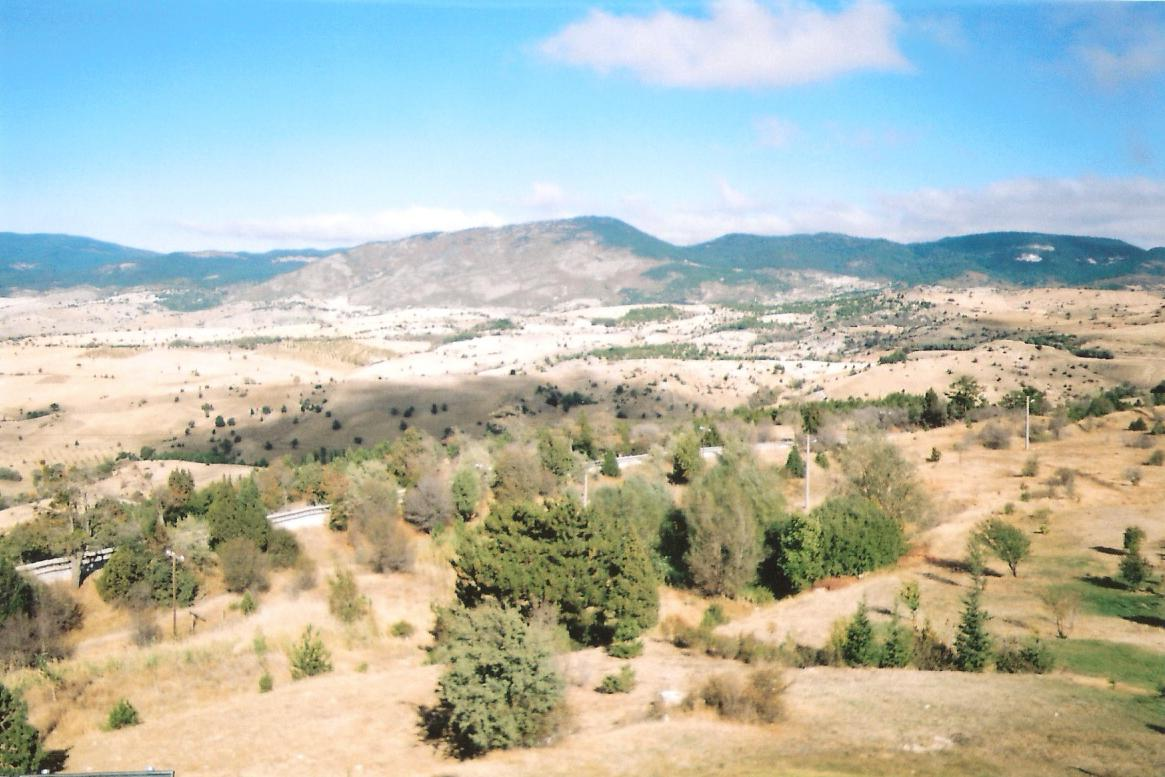
Cementerio Dumlupinar